# Famille de Rougemont
Pour les articles homonymes, voir Rougemont.
La famille de Rougemont est une famille originaire de Franche-Comté, dont les membres portent la qualité de seigneurs de Rougemont et de vicomtes de Besançon. Elle donne trois archevêques à cette même ville et constitue une souche de la branche de Belvoir et de celle d'Usie. Cette famille est éteinte de nos jours.

## Branche aînée
Le plus ancien membre connu de cette famille est Humbert/Hubald de Rougemont, vicomte de Besançon, cité dans une charte de 1090 de l'archevêque de Besançon Hugues III de Bourgogne avec le titre de "comte de Montbéliard". Il n'est pas sûr qu'il soit le père d'Étienne de Rougemont mais il est un parent de Thibaud Ier de Rougemont.
Étienne de Rougemont, chevalier, seigneur de Rougemont, vicomte de Besançon, vivait au début du XIIe siècle.
Mariage et succession :

il épouse Sibille avec laquelle il laisse peut-être Thibaud Ier, qui suit, à la postérité.
Thibaud Ier de Rougemont (? - après 1147), chevalier, sire de Rougemont, vicomte de Besançon, fondateur en 1117 de l'abbaye de Marast, cité en 1133 et en 1138 dans des chartes de donation aux religieux de l'Abbaye de Cîteaux pour les abbayes de La Charité à Neuvelle-lès-la-Charité et de Lieu-Croissant.
Mariage et succession :

son épouse est inconnue mais il laisse à sa postérité Humbert, qui suit.
Humbert Ier de Rougemont.
Mariage et succession :
son épouse est inconnue mais il laisse Thibaud, qui suit.
Thibaud II de Rougemont (? - après 1213), seigneur de Rougemont, vicomte de Besançon, cité dans un don du comte de Bourgogne à l'abbaye de Clairefontaine en 1173.
Mariage et succession :

il épouse Alix, dame de Traves (? - 1156/66), fille de Thiébaud de Traves et d'Alice/Alix, avec laquelle il laisse :
- Thibaud III, qui suit,
- Humbert II[5], son épouse est inconnue, mais il laisse Hugues qui épousera Béatrice (? - vers 1223/25), fille d'Aymon II de Faucogney et d'Adeline, de qui il a Aymon III de Faucogney,
- Gérard de Rougemont (? - 15 mars 1225), chanoine de Besançon, évêque de Lausanne et archevêque de Besançon de 1221 à 1225,
- Thibaud[6] (? - entre 1222 et 1225), il épouse avant 1188 Simone de Vergy et fonde la branche de Belvoir (ci-dessous).

Thibaud III de Rougemont (? - après 1259), seigneur de Rougemont, vicomte de Besançon, cité dans une vente avec les religieux de Battant (Besançon) en 1230. Il avait comme sceau : une aîgle ayant les aîles éployées et au tour on lit : Sigillum Théobaldi Vice-Comitis Bisuntini. Il se reconnaissait homme-lige du comte de Bourgogne en 1242. En 1243 il échangeait son fief du Val de Vennes contre celui d'Uzelles.
Mariage et succession :

son épouse est inconnue mais il laisse :
- Humbert III, qui suit,
- Isabelle (? - 1290 Abbaye de Morimond), elle épouse en premières noces Guillaume de Montferrand, puis en secondes noces Robert de Choiseul (1235/37 - août 1300),
- Alix (? - 1302), dame de Pouilly, elle épouse Hugues de Vienne (? - 1270/77), seigneur de Pagny et comte de Vienne.

Humbert III de Rougemont (? - après 1239), damoiseau, seigneur de Rougemont, cité dans des chartes de La Charité et de la Grâce-Dieu (Besançon) en 1230, 1233 et 1239.
Mariage et succession :

son épouse est inconnue mais il laisse :
- Thiébaud IV, qui suit,
- Hugues,
- Eudes (? - 23 juin 1301 abbaye Notre-Dame de Bellevaux), archevêque de Besançon de 1269 à 1301. Inhumé devant le grand autel de l'abbaye Notre-Dame de Bellevaux.

Thibaud IV de Rougemont (? - après 1289), chevalier, seigneur de Rougemont, vicomte de Besançon, cité dans un acte de donation en 1251 du patronage des églises de Granvelle et de Maisières à l'intention de l'abbaye Notre-Dame-de-la-Charité de Neuvelle-lès-la-Charité. En 1286 Othon IV de Bourgogne, comte de Bourgogne, le nommait arbitre d'un conflit existant entre Jean de Montbéliard, sire de Montfaucon, et Thibaud de Belvoir ; un an plus tard il était chargé de décider si les prétentions de Jean Ier de Chalon-Arlay sur l'abbaye de Balerne étaient légitimes. Il aliénait la dignité de Vicomte de Besançon au seigneur de Montferrand qui la transmettait à Humbert de Clairvaux.
Mariage et succession :

son épouse est inconnue mais il laisse : 
- Humbert IV, qui suit,
- Mathilde (? - 4 janvier/octobre 1335 abbaye Notre-Dame de Bellevaux), elle épouse Mathieu de Montmartin.

Humbert IV de Rougemont (? - 1331 abbaye Notre-Dame de Bellevaux), chevalier, seigneur de Rougemont, Durnes et Tilchâtel, inhumé dans l'église de l'abbaye Notre-Dame de Bellevaux.
Mariage et succession :

il épouse en premières noces Agnès, dame de Durnes (? - 1306 abbaye Notre-Dame de Bellevaux), fille de Gérard II de Durnes et Marguerite de Joux, puis en secondes noces vers 1306 Isabelle, fille de Gaucher de Rochefort et de Marguerite de Plancy.

Du premier mariage il laisse :
- Thibaud V, qui suit,
- Jean (? - après 1321), écuyer, seigneur de Durnes et de Tilchâtel en partie,

Du second mariage : Guillaume (? - 1352), seigneur de Rougemont, il fonde la branche d'Usie.
Thibaud V de Rougemont ( ? - après 1321), chevalier, seigneur de Rougemont, de Durnes et de Tilchâtel. Cité avec son père dans l'acte de confédération des seigneurs de Champagne, Bourgogne et Forez en 1314.
Mariage et succession :

il épouse Jeanne, fille de Guy de Tilchâtel et d'Isabelle de Rochefort-sur-Brevon, avec laquelle il laisse :
- Guy Ier, qui suit,
- Marguerite ( ? - 13 octobre 1350, Abbaye Notre-Dame-de-la-Charité), elle épouse Étienne d'Oiselet.

Guy Ier de Rougemont (? - après le 5 octobre 1420), seigneur de Rougemont, de Tilchâtel et de Ruffey.
Mariage et succession :

il épouse Étiennette de Ruffey-sur-l'Ognon, elle teste en 1390 et choisit sa sépulture dans l'église de l'abbaye d'Accey, avec laquelle il laisse Jean, qui suit.
Jean de Rougemont (? - 1375), chevalier, seigneur de Rougemont, de Tilchâtel et de Ruffey-sur-l'Ognon. En 1367 il se rendait, accompagné de quatre écuyers, auprès de duc de Bourgogne pour servir dans son armée ; à cette époque il n'était que chevalier-bachelier.
Mariage et succession :

il épouse Jeanne, dame de Maillot et de Montfort, fille d'Henri de Vienne, seigneur de Mirebel, et de Marguerite de Beauffremont, avec laquelle il laisse :
- Guy II, qui suit,
- Marguerite ( ? - 1378 Acey), elle épouse Mathieu de Seigle, chevalier, seigneur de Balancon,
- Perenelle ( ? - après 1419), elle épouse en premières noces Henry de Rye, seigneur de Corcondray, puis en secondes noces Gauthier Ier de Bauffremont-Soye.

Guy II de Rougemont (? - après le 5 octobre 1420), chevalier, seigneur de Rougemont, de Russey, Maillot, Mirebel, Montfort et Tilchâtel. Il est cité dans un acte de reprise du château et du bourg de Russey en 1395.
Mariage et succession :

il épouse Jeanne de Montaigu avec laquelle il laisse :
- Thiebaut VI, qui suit,
- Alix, elle épouse Pierre de Vergy, seigneur de Champvent.

Thibaud VI de Rougemont (? - après le 9 juin 1473), chevalier, écuyer-banneret en 1417, seigneur de Rougemont, de Ruffey-sur-l'Ognon, de Tilchâtel et d'Augey.
Mariage et succession :

son épouse est inconnue mais il laisse Catherine (? - après 1499), dame de Rougemont, Trichâtel et Russey, elle épouse en premières noces Charles de Mello, en secondes noces Jean de Cicon, puis en troisième noces Jean III de Neuchâtel. Elle rédige son testament le 22 septembre 1499 en stipulant vouloir être inhumée au monastère des Cordeliers à Rougemont.

## Branche de Belvoir
Thibaud de Rougemont (? - 1222/25), seigneur de Belvoir sous le nom de Thibaud Ier de Belvoir, fils de Thibaud II de Rougemont et d'Alix/Alais.
Mariage et succession :

il épouse avant 1188 Simone (? - après 1247), fille d'Hugues de Vergy et de Gille ou Gillette de Trainel, avec laquelle il laisse :
- Hue Ier, qui suit ;
- une future épouse d'Odon/Eudes, comte de La Roche-en-Montagne ;
- Gérard (? - vers 1276), évêque d'Autun.

Hue Ier de Belvoir (vers 1188 - 1239), seigneur de Belvoir. Il participe aux croisades.
Mariage et succession :

son épouse est inconnue mais il laisse :
- Thibaud II, qui suit,
- Marguerite, elle épouse Jacques d'Arguel, seigneur de Rozet.

Thibaud II de Belvoir (? - après 1279), seigneur de Belvoir.
Mariage et succession :

il épouse Elvis (? - après 1247), fille de Ferry de Toul et d'Agnès de Ferrette, avec laquelle il laisse :
- Hue II/Huon, qui suit,
- Gérard, prévôt de Bligny, seigneur de Flagey, chanoine d'Autun,
- Nicole, religieuse,
- Jeanne, elle épouse Gérard III d'Arguel.

Hue II/Huon de Belvoir (? - après 1290), seigneur de Belvoir.
Mariage et succession :

il épouse Alix, fille de Jean Ier de Ray et de Yolande de Choiseul, avec laquelle il laisse :
- Thiébaud III, qui suit,
- Yolande, elle épouse avant 1320 Jean II de Neublans, seigneur de Rye,
- Elvis (? - 1308), elle épouse Étienne de Montmartin,
- Guillemette, elle épouse Jacques II de Rupt (? - 22 novembre 1348), seigneur de Rupt, de Soing, de Fédry et de Vauconcourt,
- Jean (1290 - après 1319),
- Simonnette/Simone,
- Marguerite, elle épouse Jacques d'Arguel.

Thiébaud III de Belvoir (? - 1339), seigneur de Belvoir.
Mariage et succession :

il épouse en premières noces le 1er mai 1297 Jeanne, fille de Gauthier II de Montfaucon et de Mahaut de Chaussin, puis en secondes noces en 1330 Gillette, fille de Jean de Courcelles, de qui il n'a pas d'enfants. Du premier mariage il laisse :
- Henri (? - avril 1365), seigneur de Belvoir, de Saint-Julien et de la Baume, il épouse Jeanne, dame de Pourlans, fille de Thiébaud IV de Neuchâtel-Bourgogne de d'Agnès de Geroldseck,
- Vautier,
- Isabelle (? - 2 janvier 1347), elle épouse Jean de Cusance,
- Mahaut (? - avant 1366), elle épouse Jean de Salin-la-Tour, seigneur de Poupet,
- Alix, elle épouse Béraud de Coligny,
- Marguerite, elle épouse Jean d'Abbans.

## Branche d'Usie
Guillaume Ier de Rougemont (? - 1352 abbaye Notre-Dame de Bellevaux), chevalier, seigneur de Rougemont en partie et d'Usie, inhumé dans l'abbaye Notre-Dame de Bellevaux. Il est le fils d'Humbert IV de Rougemont et d'Isabelle de Rochefort.
Mariage et succession :

il épouse en premières noces Jeanne (? - 1347), dame d'Usie, de Mireval et de Mont-Saint-Sorlain, fille d'Hugues II d'Usie et de Nicole de Cuiseaux, puis en secondes noces, il épouse Béatrice de Linières. Du premier mariage il laisse Humbert, qui suit.
Humbert de Rougemont (? - 26/27 mars 1412/13 abbaye Notre-Dame de Bellevaux), chevalier, seigneur de Rougemont et d'Usie. En 1369 il accompagnait le duc de Bourgogne, Philippe II de Bourgogne, jusqu'en Flandre. En proie à de longues querelles avec Jean de Blaisy, qui voulait venger la mort de son cousin qu'il lui attribuait, Humbert et son rival devait se rendre au jugement du duc de Bourgogne qui les obligeaient le 2 mai 1371 ainsi : "ces deux seigneurs et leurs partisans, oublieroient ce qui s'étoit passé ; que pour toute satisfaction, Jean de Blaisy resteroit prisonnier un jour dans la maison du seigneur de Ray, qu'il verseroit à boire à Humbert de Rougemont en présence du duc, qu'il le prieroit de lui rendre son amitié et qu'à l'avenir ils vivroient dans une mutuelle intelligence". Il testait le 9 décembre 1406 et choisissait sa sépulture dans l'abbaye Notre-Dame de Bellevaux.
Mariage et succession :
il épouse en premières noces Alix (? - 16 septembre 1414), fille de Thiébaud V Neuchâtel-Bourgogne et de Jeanne de Chalon ; sa seconde épouse est inconnue.

Du premier mariage il laisse Guillaume, qui suit.
Du second mariage : Jean (? - après le 14 septembre 1414), et au moins quatre autres enfants.
Guillaume de Rougemont (? - 1382/89), chevalier, seigneur d'Usie et de l'Estoile.
Mariage et succession :

il épouse Marguerite, dame de l'Estoile, de Cuiseaux et de Saint-Laurent (? - 1389), fille de Guy de Vienne et de Marie de Thoire-Villars, avec laquelle il laisse Humbert, qui suit, et au moins un autre enfant.
Humbert de Rougemont (? - 1440), damoiseau et écuyer, seigneur de Rougemont, seigneur d'Usie et de l'Estoile en partie. Cité dans l'acte de reprise de fief de Jean III de Chalon-Arlay en 1410 pour le château de L'Étoile.
Mariage et succession :
le 4 mai 1418 il épouse Henriette (1444 - 1452), abbesse de Remiremont, fille d'Henri de Vienne et de Jeanne, dame de Gouhénans. Humbert n'ayant pas eu d'enfants, sa part des terres de Rougemont passait dans la maison d'Asuel, l'autre moitié du fief restait propriété de la branche cadette des Rougemont.

## Héraldique

Blason de la maison de Rougemont.

- Armes : d'or à l'aigle éployée de gueules, membrée, becquée et couronnée d'azur[1].
- Devise : Chevance de Rougemont[11].

### Sources
- Jean Baptiste Guillaume, Histoire généalogique des sires de Salins au comté de Bourgogne, Jean-Antoine Vieille, 1757 (lire en ligne), p. 114 à 127 ;
- André Duchesne, Histoire généalogique de la maison de Vergy, Sebastien Cramoisy, 1625 (lire en ligne), p. 379 à 383.